# 奧本 (新澤西州)
奧本（英語：Auburn）是位於美國新澤西州塞勒姆縣的普查規定居民點。

## 人口
根據2020年美國人口普查的數據，奧本的面積為11.13平方千米，當中陸地面積為11.01平方千米，而水域面積為0.12平方千米。當地共有人口1057人，而人口密度為每平方千米94.97人。